# 299 West 12th Street
299 West 12th Street es un edificio residencial que mira al sur hacia Abingdon Square Park en el distrito histórico de Greenwich Village en el lado oeste del Bajo Manhattan en la ciudad de Nueva York (Estados Unidos). Fue construido por los hermanos desarrolladores Bing & Bing y el destacado arquitecto Emery Roth cuyas otras obras incluyen The Beresford y The El Dorado.
El edificio obtuvo licencia de ocupación el 30 de julio de 1931, abriéndose inicialmente como un "hotel de apartamentos" con cocina en la planta baja. En 1986, 299 West 12th Street y su edificio hermano, 302 West 12th Street, se convirtieron en condominios, que contenían principalmente unidades de estudio y de un dormitorio. Alberga 183 apartamentos en condominio.

## Desarrollo
299 West 12th Street fue parte de un desarrollo simultáneo de cinco edificios en el área. Bing & Bing también utilizó a Roth para diseñar 59 West 12th Street. Trabajaron con el estudio de arquitectura de Boak and Paris tanto en 302 West 12th Street como en 45 Christopher Street. Eligieron trabajar con el arquitecto Robert T. Lyons en 2 Horatio Street.
Antes de la construcción de 299 y 302 West 12th Street, el lado norte de Abingdon Square Park fue el sitio de varias casas adosadas de cinco pisos bien consideradas. “[C]onstrucciones de ladrillo rojo y con artísticas barandillas de hierro forjado en los balcones”, señala un artículo del New York Times del día, “las casas no solo han estado siempre bien cuidadas, sino que han sido ocupadas por muchos residentes destacados del noveno distrito”. Los residentes locales mencionaron que la destrucción de las casas y su reemplazo por un rascacielos de 16 pisos cambió la demografía del vecindario en lo que puede verse como un caso temprano de gentrificación en la ciudad de Nueva York. Desde 1969, la designación del distrito histórico de Greenwich Village ha ayudado a restringir otros desarrollos de este tipo en el área.

## Rivalidad con Central Park West
Leo Bing, anunció el 1 de abril de 1929 que su firma había adquirido silenciosamente 75 lotes pequeños y edificios antiguos en gran parte alrededor de Abingdon Square, Sheridan Square y Jackson Square Park. Y los lotes se combinarían para permitir un conjunto de edificios de apartamentos de 17 pisos a mayor escala.
Dijo que su objetivo era "recrear todo el distrito como una contraparte moderna de la sección residencial de clase alta que alguna vez fue" y dijo que "competiría con Central Park West y el lado este de moda dentro de unos años". Citó el objetivo de la reinvención del vecindario como la razón de la construcción simultánea, diciendo que su esperanza era que "la transformación completa de la sección se pueda lograr lo más rápido posible".
Además, en términos más prácticos, mencionó la "inminente" Línea IND de la Octava Avenida y la reciente finalización de la West Side Elevated Highway e incluso el Túnel Holland como un aumento de la accesibilidad y la demanda del área.
A pesar del comienzo de la Gran Depresión solo unos meses después del anuncio de Leo Bing, en septiembre de 1931 Bing & Bing informó que "los cinco nuevos edificios en Christopher, Horatio y West Twelfth Street están demostrando ser los más populares de todas las propiedades de apartamentos de Bing & Bing. Las llamadas han sido numerosas... y se ha alquilado un alto porcentaje del espacio”.

## Tendencias inmobiliarias recientes
En los últimos años, las unidades en el edificio han tenido un precio más alto que el promedio del área, en parte debido a las restricciones a las nuevas construcciones en West Village y la consiguiente escasez de opciones de condominios. En 2006, la cotización del ático del edificio causó revuelo por lo que entonces se consideraba un precio de venta exorbitante de 3,5 millones de dólares. En 2011, después de una búsqueda de apartamentos muy publicitada, Jennifer Anniston compró el penthouse y una unidad de un dormitorio debajo de este por un total de 7.9 millones de dólares con la intención de convertirlos en un dúplex. La actriz abandonó sus planes en 2012 después de menos de un año de propiedad y las unidades se vendieron a otro propietario dentro del edificio. Desde entonces, se han incorporado a un triplex que se cotizó por 30 millones de dólares en julio de 2012.

## En la cultura popular
Este edificio apareció en la película Lucky Number Slevin de 2006 junto con su edificio hermano 302 West 12th Street.